# Yuji Hyakutake
Yuji Hyakutake (百武裕司; Shimabara, 7 luglio 1950 – Kagoshima, 10 aprile 2002) è stato un astronomo amatoriale giapponese, scoprì due comete: la cometa C/1995 Y1, il 25 dicembre 1995, e la cometa Hyakutake, il 30 gennaio 1996, utilizzando un binocolo 25×150. I media hanno riportato che Hyakutake si appassionò all'astronomia dopo aver visto la Cometa Ikeya-Seki (C/1965 S1).
L'asteroide 7291 Hyakutake è stato così denominato in suo onore.

## Biografia
Il cognome di Y. Hyakutake significa "cento samurai", un nome dato a uno dei suoi antenati da un principe, e rappresentava anche l'etica del lavoro di Yuji. Ha frequentato la Nagasaki Kita High School e dopo essersi diplomato alla Facoltà di Belle Arti dell'università privata Kyūshū Sangyō Daigaku di Fukuoka, è stato assunto dal giornale Fukunichi Shimbun fino alla sua chiusura nel 1992, dove ha creato modelli di stampa come fotografo. Nel 1993 si è trasferito ad Hayato, nella prefettura di Kagoshima, città nativa della moglie, dove ha lavorato come fotografo freelance.
Era sposato con Shoko e aveva due figli. È morto all'età di 51 anni sulla strada per l'ospedale dopo aver subito un'emorragia interna a causa della rottura di un aneurisma sul cuore.

### Attività come astronomo dilettante
L'interesse di Y. Hyakutake per l'astronomia si risvegliò quando, all'età di quindici anni, vide la Grande Cometa C/1965 S1 (Ikeya-Seki). Nel 1989 costruì un osservatorio privato dietro la sua casa e iniziò a cercare seriamente le comete. A causa dell'inquinamento luminoso, tuttavia, non ebbe successo a Fukuoka per anni e passò a un altro hobby, l'alpinismo.
Dopo essersi trasferito ad Hayato, le circostanze erano più favorevoli, intensificò le sue osservazioni da una cima montuosa a 15 km di distanza, e così scoprì la sua prima cometa alla fine di dicembre 1995 con un cercatore di comete 25×150. Solo un mese dopo, osservò la sua cometa e inaspettatamente trovò la sua seconda cometa vicino al luogo della sua prima scoperta, che si sarebbe sviluppata in una delle più grandi comete del XX secolo. Per prima cosa sviluppò alcune foto che aveva scattato a casa e quindi prevenne solo di poco altri due scopritori riportando la sua scoperta all'Osservatorio Astronomico Nazionale del Giappone a Tokyo.